# Noctua
Noctua je rod nočnih metuljev iz družine sovk.

## Vrste
- Noctua atlantica Warren, 1905
- Noctua carvalhoi Pinker, 1983
- Noctua comes – mali rumeni trakar Hübner, [1813]
- Noctua fimbriata – bledi trakar Schreber, 1759
- Noctua interjecta Hübner, [1803]
- Noctua interposita - rumeni trakar Hübner, [1790]
- Noctua janthe – rumeni trakar Borkhausen, 1792
- Noctua janthina – jantarni rumeni trakar [Schiffermüller], 1775
- Noctua noacki Boursin, 1957
- Noctua orbona – lunasti rumeni trakar Hufnagel, 1766
- Noctua pronuba – trsna sovka (Linnaeus, 1758)
- Noctua teixeirai Pinker, 1971
- Noctua tertia Mentzer, Moberg & Fibiger, 1991
- Noctua tirrenica - trakar Biebinger, Speidel & Hanigk, 1983
- Noctua undosa Leech, 1889
- Noctua warreni Lödl, 1987